# Constantin Dipșe
Constantin Dipșe (Dióshalom, 1917. október 4. – Bukarest, 2010. november 26.) román modernista festőművész, Camil Ressu tanítványa, a Román Kulturális Érdemrend kitüntetettje.

## Életpályája
1917. október 4-én, más források szerint szeptember 26-án született Dióshalmon (szülőháza ma emlékház, és a helyi iskola is az ő nevét viseli), nyolc testvér közül hatodikként. Gyermekkorában pásztorkodott, ház körüli teendőket végzett, tanulmányait csak későn kezdte meg. Az elemi iskolát és a művészeti líceumot Nagybányán végezte, majd 1940-ben, a második bécsi döntés alkalmával Bukarestbe menekült. Itt beiratkozott a Művészeti Egyetemre, ahol Nicolae Dărăscu, majd Camil Ressu tanítványa volt. 1945-ben végzett, 1948-ban doktorált, 1951-ben tagja lett a Romániai Képzőművészek Szövetségének.
Főleg táblaképeket festett (csendéletek, tájképek, portrék), de készített freskókat, mozaikokat, illusztrációkat is. Stílusában egyesülnek az expresszionizmus, kubizmus, fauvizmus jellegzetességei. Tájképei főleg Máramarost ábrázolják.
1956 és 2009 között számos alkalommal állították ki festményeit, mind Romániában, mind külföldön (többek között Magyarországon is). 2017-ben, születésének 100. évfordulója alkalmából festményeiből kiállítást rendeztek a bukaresti botanikus kertben (a festő gyakran töltötte itt idejét), a Kolozsvári Szépművészeti Múzeumban, és a Bukaresti Falumúzeumban.